# John Brooke, 7. Baron Cobham
John Brooke, 7. Baron Cobham († 9. März 1512) war ein englischer Adliger.

## Leben
Er war der einzige Sohn des Edward Brooke, 6. Baron Cobham, aus dessen Ehe mit Elizabeth Tuchet, Tochter des James Tuchet, 5. Baron Audley. Er war noch minderjährig, als er beim Tod seines Vaters 1464 dessen Adelstitel als 7. Baron Cobham erbte.
Während der Rosenkriege stand er, wie sein Vater, treu zum Haus York und kämpfte im April 1471 bei der Schlacht von Barnet für Eduard IV. gegen Richard Neville, 16. Earl of Warwick, und kurz darauf bei Tewkesbury im Mai 1471 gegen die Armee von Margarete von Anjou (Haus Lancaster). Nach der siegreichen Schlacht bei Tewkesbury am 4. Mai 1471 schlug ihn König Eduard IV. noch auf dem Schlachtfeld zum Knight Bachelor. 1475 begleitete er König Eduard IV. auf dessen Feldzug nach Frankreich.
Als Baron Cobham wurde er unter verschiedenen Königen ins House of Lords des Englischen Parlaments berufen. Unter Eduard IV. zweimal (1472 und 1483), unter Richard III. 1483 und unter Heinrich VII. insgesamt fünfmal zwischen 1483 und 1495.
Von 1491 bis 1492 nahm er am Feldzug Heinrichs VII. nach Flandern und 1497 an der Niederschlagung des Kornischen Aufstands in der Schlacht von Deptford Bridge teil, bei der sein auf der Gegenseite kämpfender Cousin mütterlicherseits James Tuchet, 7. Baron Audley (um 1463–1497), gefangen genommen und später hingerichtet wurde.
Er starb 1512 und wurde in der Kirche von Cobham in Kent bestattet.

## Ehe und Nachkommen
Er war zweimal verheiratet. Seine erste Ehe mit Eleanor Austell blieb kinderlos. Aus seiner spätestens 1481 geschlossenen zweiten Ehe mit Margaret Neville († 1506), Tochter des Edward Neville, 3. Baron Bergavenny († 1476), hatte er folgende Kinder:
- Thomas Brooke, 8. Baron Cobham († 1529), ⚭ (1) Dorothy Heydon, ⚭ (2) Dorothy Southwell;
- Mary Brooke, ⚭ (1) Robert Blagge, ⚭ (2) John Barrett.